# ヒメコウテンシ

ヒメコウテンシ（姫告天子、学名：Calandrella cinerea）は、スズメ目ヒバリ科に分類される鳥類の一種である。以前はカラフトコヒバリとも呼ばれていた。

## 分布
ヨーロッパ南部からトルコ、中央アジア、モンゴル、中国北部にかけての地域と、アフリカ東北部から南部で繁殖し、冬季は地中海沿岸、アフリカ、アラビア半島、パキスタン、インド西北部に渡って越冬する。
日本では数の少ない旅鳥または冬鳥として渡来する。日本海側の島嶼では、ほぼ毎年観察されるが、それ以外の地域では少ない。越冬例もある。

## 形態
全長約14cm。スズメよりもやや小さい。背中や翼の上面はやや濃い褐色で、胸の両脇に黒褐色の斑がある。眉斑は淡色。体の下面は淡い褐色。雌雄同色である。

## 生態
草地や農耕地、海岸などに生息する。
食性は雑食で、地上で昆虫類や草の実を食べる。
繁殖形態は卵生。草の根元などの地上に枯れ草や茎、根などを使って浅い椀状の巣を作る。内部には動物の毛や、鳥類の羽毛を敷いてある。1腹3-5個の卵を産み、抱卵期間は約16日である。抱卵は雌雄で行う。
地鳴きは「ジュン　ジュン」「チュン　チュン」など。